# Sonet 88 (William Szekspir)

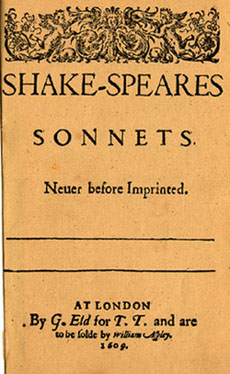
Strona tytułowa pierwszego wydania sonetów Shakespeare’a

Sonet 88 (A kiedy drwinę zobaczę w twym oku) – jeden z cyklu sonetów autorstwa Williama Shakespeare’a. Po raz pierwszy został opublikowany w 1609 roku.

## Treść
W sonecie tym podmiot liryczny, którego część badaczy utożsamia z autorem, pokazuje swoje oddanie tajemniczemu młodzieńcowi. Jest gotowy poświadczyć dla niego nieprawdę, nawet, jeśli ta będzie skierowana w niego. Jednocześnie pokazuje, że nie zrezygnuje z jego miłości i nadal go kocha, mimo trudności opisanych w sonecie 87.